# Ermis Selimaj
Ermis Selimaj (* 25. Mai 2004 in Athen) ist ein albanischer Fußballspieler, der auf der Position des Außenverteidigers spielt.

## Karriere

### Verein
Selimaj begann seine Karriere im Jugendverein von PAOK Thessaloniki, wo er von 2021 bis 2022 spielte. Anschließend wurde er in die zweite Mannschaft von PAOK befördert und spielte dort zwischen 2022 und 2023. In der Saison 2023/24 wurde er in den Kader der ersten Mannschaft von PAOK aufgenommen, kam jedoch nur zu einem Einsatz.
2024 wurde er an den Zweitligisten Niki Volos ausgeliehen. Zuletzt spielte er für AEK Athen B in der griechischen Super League 2.

### Nationalmannschaft
Trotz seiner Geburt in Griechenland entschied sich Selimaj, für Albanien zu spielen. Seit 2023 ist er Teil der albanischen U-21-Nationalmannschaft.